# ناتاشا برينان
ناتاشا برينان (بالإنجليزية: Natasha Brennan)‏ هي لاعبة اتحاد الرغبي أيرلندية، ولدت في 11 أكتوبر 1986 في روثرهام ‏ في المملكة المتحدة.